# 박상우 (가수)
박상우(1986년 4월 16일 ~ )는 대한민국의 쇼핑호스트이자 가수이다.

## 학력
- 서울종합예술직업학교 실용음악과

## 음반
- 《사랑해요 누나》 (2008년)
- 《말하지마》 (2008년)
- 《Knockin` On My Heart》 (2009년)

### OST
- 《꼬꼬관광 싱글싱글 O.S.T》 (2008년)
  - 〈말하지마〉
- 《씨티 홀 OST》 (2009년)
  - 〈사랑하고 사랑합니다〉(Bonus Track)
- 《드림 OST》 (2009년)
  - 〈And now〉
- 《맨땅에 헤딩 OST》 (2009년)
  - 〈Always〉
- 《미남이시네요 OST Part.2》 (2009년)
  - 〈바보를 위한 노래〉
- 《제중원 OST》 (2010년)
  - 〈그사람〉
- 《미남이시네요 OST (음악감독한정판)》 (2011년)
  - 〈바보를 위한 노래〉

## 가수 외 활동
- 《다섯 남자의 맛있는 파티》 (2011 ~ 2012년, 채널 A)
- 《SNL 코리아 2》 (2012년, tvN)
- 《SNL 코리아 3》 (2012년, tvN)
- 《SNL 코리아 4》 (2013년, tvN)
- 《보이스트롯》(2020년, MBN)